# Бой Данса
«Бой Данса» (англ. Dance’s Action) — бой, состоявшийся 15 февраля 1804 года у входа в Малаккский пролив между конвоем торговых судов Британской Ост-Индской компании (так называемый Китайский флот, англ. China Fleet) и французской боевой эскадрой, во главе с 74-пушечным линейным кораблем «Маренго» (фр. Marengo).

## Предыстория
В начале 1804 года в китайском порту Вампоа собрался предназначенный в Англию конвой из 16 кораблей Ост-Индской компании (англ. East Indiamen). Полагая, что вместе безопаснее, к ним примкнули и несколько самостоятельных «купцов» (англ. country ships). Общая стоимость судов и грузов оценивалась в £8,000,000. Такая большая ценность конвоя делала обеспечение его безопасности делом государственной важности. Несмотря на это, военного эскорта ему не было дано. По условиям преобладающих сезонных ветров торговый конвой должен был выйти в море самое позднее к началу февраля.
При этом было известно, что в дальневосточных водах совершает набеги французская эскадра под командой вице-адмирала Линуа. В 1803 году он с 6 кораблями и 1350 пехоты на борту был послан в Индийский океан, чтобы занять Пондишерри, отошедший к Франции по Амьенскому миру. Поскольку в английских колониях получили известия о скором разрыве мира, передача колонии не состоялась, и Линуа, высадив оставшиеся войска на Иль-де-Франс (Маврикии), отправился в свободное крейсерство. За почти год эскадра показала скромные результаты (2 приза и 5 сожженных судов), и Линуа заработал репутацию чрезмерно осторожного адмирала. Тем не менее само его присутствие вынудило англичан к обороне.

## Подготовка

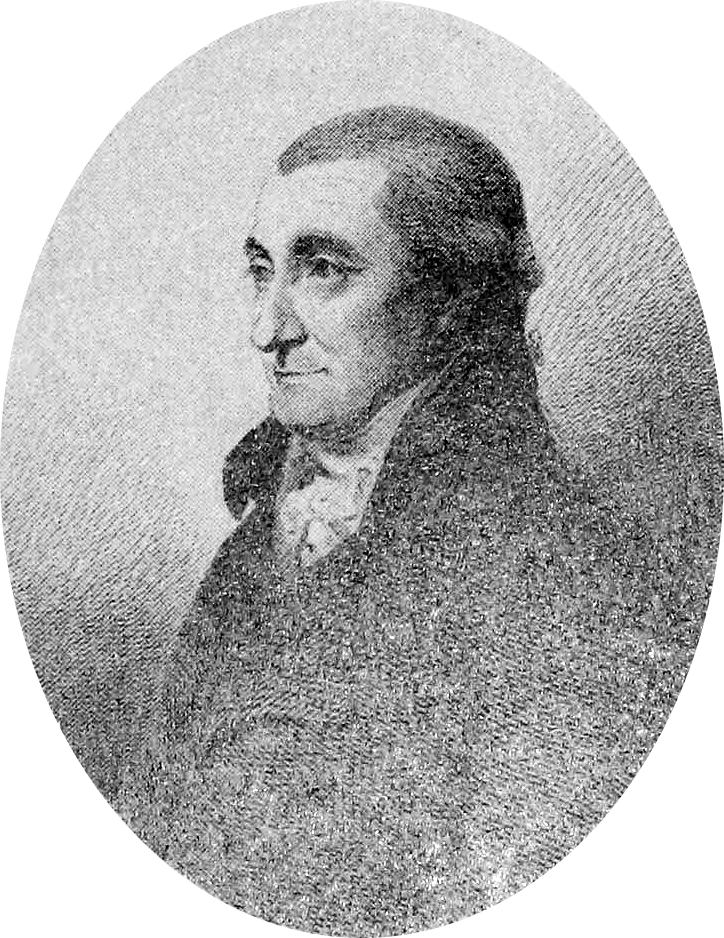
Натаниель Данс, 1804

Хотя самые крупные из ост-индских кораблей внешне выглядели внушительно (до 1200 тонн) и издали напоминали 64-х или даже 74-пушечные, их боеспособность была едва достаточна, чтобы отпугивать местных пиратов. Артиллерия (по 30÷36 стволов), где имелась, состояла из канонад — дешевая «коммерческая» помесь пушки и карронады — не имевших ни дальности и точности первых, ни убойной силы вторых. Во многих случаях даже они были заставлены ящиками и тюками с грузом, что делало их бесполезными. Численность команд (редко более 100÷150 человек) никак не соответствовала военным нормам, что означало поражение в случае абордажа. В типичном случае, от силы 60 из них были британцами, остальные — китайцы и ласкары. Сами тяжело груженые корабли не имели достаточной для боя скорости и маневренности. Поскольку корабли выходили из Англии до объявления войны, шанса пополнить вооружение и команды у них не было.
Боевая репутация «ост-индцев» была тоже невысока. Всего на месяц раньше, 12 декабря 1803 года французский приватир всего в 12 пушек, не колеблясь, напал на два корабля, которые принял за ост-индские. (На самом деле это были 74-пушечные «Альбион» (HMS Albion) и «Скептр» (HMS Sceptre) — так и не прибывший эскорт Китайского флота.)
Местный выборный комитет рассмотрел проблему. Мнения разделились. Капитан Генри Меритон считал, что ост-индские корабли сильны в действительности, и ещё больше на вид. Капитан Джеймс Фаркварсон, наоборот, имел весьма пренебрежительное мнение о кораблях Компании и их способности действовать совместно, даже против слабейшего противника. Решили рискнуть. Командование конвоем принял Натаниель Данс, опытный моряк, служивший Компании с 1759 года, когда ему было одиннадцать лет. Храбрый, компетентный, и любимый людьми, он не имел способности к бизнесу — свидетель писал, что в конце перехода он всегда был беднее, чем в начале. Находясь в Индии, Данс заболел, и был все ещё слаб, но полон решимости сражаться в случае нападения. Его поддержали и другие капитаны, включая Джона Тимминса. В своё время Тимминс был лейтенантом в Королевском Флоте. Помогли ему и люди из команды HMS Investigator, возвращавшиеся домой на «Бомбей Кастл» (англ. Bombay Castle) Меритона, среди них капитан Мэтью Флиндерс, лейтенанты Роберт Меррик Фаулер, Сэмюэл Флиндерс, юный Джон Франклин. Фаулер и Франклин перешли на флагман Данса, «Эрл Кэмден» (англ. Earl Camden), один советником, второй сигнальщиком.

## Ход боя
Очевидным местом, где можно было ожидать перехвата, была узкость при входе в Малаккский пролив. Действительно, утром 14 февраля там обнаружилась французская эскадра. Данс послал Фаулера с приказом «купцам» занять место с подветра, и начал строить линию баталии. На «Ганге» (англ. Ganges) капитан Моффат приказал разобрать шестнадцать бочонков с водой, чтобы добраться до пушек. Но времени было достаточно: французы выбирались на ветер, наблюдали — и выжидали. Вначале Линуа был обескуражен воинственным поведением торговых кораблей, теперь он ожидал, что с темнотой они начнут разбегаться, и он сможет не торопясь захватывать по одному. На «Эрл Кэмден» вернулся Фаулер, с группой добровольцев с «купцов». Данс просигналил конвою держать линию, не показывать огней и быть в готовности. Позднее Линуа писал с раздражением, что три корабля держали огни всю ночь: он быстро приходил к убеждению, что ост-индские корабли на самом деле сильнее, чем кажутся.

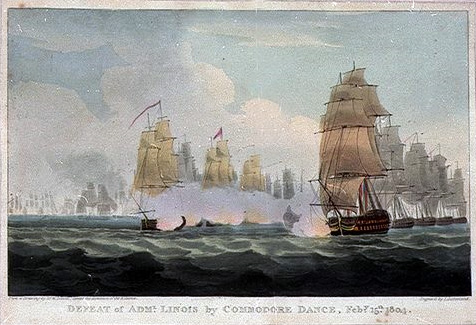
Поражение, нанесенное адмиралу Линуа коммодором Дансом; цв. гравюра, Уильям Даниел, не позже 1810

Утром 15 февраля «Эрл Кэмден», «Ройял Джордж» (англ. HEICS Royal George) и «Ганг» подняли синие кормовые флаги и вымпелы, на военный манер.
Видя, что французы опять не нападают, конвой снова направился ко входу в пролив. Тогда Линуа выдвинулся с намерением атаковать замыкающие корабли. Данс немедленно поднял сигнал «ост-индцам» ворочать оверштаг последовательно, колонной спускаться под ветер и вступать в бой. Хоть и не в таком идеальном порядке, как на позднейшей гравюре Даниела, корабли все же являли воинственный вид и поведение, свойственное флоту, что ещё больше сбивало с толку французов.
Во главе колонны шел самый большой «Ройял Джордж», под командой Джона Тимминса. Не обращая внимания на огонь всей французской линии, он направился прямо к «Маренго». За ним последовал «Ганг». Его первый залп отличился больше энтузиазмом, чем прицельностью: он обстрелял «Ройял Джордж». Следующим в бой вступил «Эрл Кэмден», затем «Уорли» (англ. Warley), «Альфред» (англ. Alfred), и «Хоуп» (англ. Hope). Этот последний, стремясь втиснуться в линию впереди «Уорли», навалился на него (см. главную иллюстрацию). Это уже мало напоминало флотскую дисциплину. Но Линуа показалось, что его пытается окружить целый флот. Его нервы не выдержали, и всего через сорок минут боя французы увалились под ветер и бежали к норд-весту. Разочарованный капитан «Хоуп» не успел сделать даже залпа.
Затем в течение двух часов разворачивалась невиданная картина: погоня торговых кораблей за боевыми. К счастью для англичан, догнать противника было невозможно, хотя «Хоуп» и пытался отрезать бриг нидерл. Aventurier. В 4 часа пополудни Данс скомандовал прекратить преследование, и повернул обратно в пролив. Все, что смог сделать «Хоуп», это послать врача на «Ройял Джордж». Хоть и побитый, тот был вполне мореходен. Погиб только один человек, матрос по имени Хью Уатт.

## Последствия

Маренго против HMS London, 13 марта 1806

Корабли благополучно доставили грузы в Англию. Экипажи приветствовали как героев: британская публика уже привыкла к победам флота, но никогда ещё «кучка почти безоружных купцов» не обращала в бегство адмирала. Ост-Индская Компания выдала Дансу единовременно 2000 гиней, и пожизненную пенсию £500 в год. Члены Бомбейской страховой компании собрали по подписке 45,500 рупий. Патриотический Фонд Ллойда, в нарушение собственных правил, наградил его почетной шпагой, а король пожаловал рыцарство. Подобным же образом осыпали почестями Тимминса, Фаулера, и всех причастных, а семье погибшего матроса Хью Уатта была назначена пенсия. Общество капитанов Компании заказало портрет Данса и картины боя.
Что касается Линуа, очень скоро стало известно, от кого он бежал. Бой, который мог бы стать вершиной его карьеры, стал унизительным фиаско. В результате даже от той малой репутации, что у него была, ничего не осталось. Он с эскадрой оставался в Индийском океане ещё год, взял несколько призов и даже дал за них бой 50-пушечному «Центуриону» (HMS Centurion). Но в целом он предпочитал осторожность. Над ним висел риск рейдеров всех времен: получить повреждения, которые своими силами не исправить. Стоило ему потерять мачту или нижнюю стеньгу, и заменить их до самой Франции было бы нечем. А без них шансы добраться до Франции сокращались до минимума. Его эскадра была уничтожена в Атлантике 13 марта 1806 года, при возвращении домой.
В свою очередь, Данс смог выполнить данный когда-то зарок: он подарил Обществу капитанов Компании бурдюк кларета и бочонок мадеры и, таким образом, выполнил обещание «как только сможет бросить море, имея достаточно денег для беспечной жизни». Больше он в море не выходил.

## Состав эскадр
| Конвой Ост-Индской Компании | Французская Эскадра |
| --- | --- |
| (Данс) | (Линуа) |
| Корабли Компании Earl Camden (флагман) Earl of Abergavenny Henry Addington Warren Hastings Warley Alfred Wexford Ganges Cumberland Hope Dorsetshire Royal George Ocean Exeter Coutts Bombay Castle Ganges (бриг) | Marengo (74) (флагман) Belle Poule (40) Sémillante (36) (капитан Motard) Berceau (22) Aventurier (16) (Батавский бриг) |
| Купцы Porpoise (торговое судно) 11 торговых судов 1 британский парусник 1 португальский барк | |

## Бой Данса в литературе
В художественной литературе бой описан в романе Патрика О’Брайана HMS Surprise, из его главного и самого известного цикла. Менее известна книга Фредерика Марриата «Ньютон Форстер, или Торговый флот» (англ. Newton Forster; or, the Merchant Service).